# 保羅·比安科
保羅·比安科（義大利語：Paolo Bianco；1977年8月20日—）是一位已經退役的意大利足球運動員。在場上的位置是後衛。他效力過的最後一家球隊是意大利足球甲級聯賽球隊薩索羅足球體育俱樂部。他曾效力於亞特蘭大足球俱樂部。